# Elin Lanto
Elin Lanto (Enköping, 22 luglio 1984) è una cantante pop svedese.
Ha pubblicato parecchi singoli di successo in Svezia, incluso "I Won't Cry", primo in classifica.
Lanto si è fatta conoscere al pubblico con la canzone "Money" al Melodifestivalen 2007. Ha partecipato inoltre a Eurovision Song Contest 2010 con "Doctor Doctor".
Nel 2009 Elin ha debuttato negli USA pubblicando il singolo Discotheque su iTunes americano.

## Album
- One (2005)
- Love Made Me Do It (2010)